# Куп Југославије у фудбалу 1964/65.
Куп Југославије у фудбалу 1964/65. је такмичење у коме је учествовало укупно 2452 екипа. У завршницу се пласирало 16 клубова (и то 7 из Србије, 4 из Хрватске, 2 из Босне и Херцеговине и по један клуб из Црне Горе, Македоније и Словеније).

## Осмина финала
| Утак. | Клуб, Место        | Резултат            | Клуб, Место           |
| ----- | ------------------ | ------------------- | --------------------- |
| 1.    | Будућност Титоград | 1:0                 | Раднички Нови Београд |
| 2.    | Динамо Загреб      | 3:0                 | Партизан Београд      |
| 3.    | Кладивар Цеље      | 0:1                 | Нови Сад              |
| 4.    | ОФК Београд        | 2:0                 | Хајдук Сплит          |
| 5.    | Раднички Ниш       | 1:0                 | Ријека                |
| 6.    | Трешњевка Загреб   | 3:0 п.п.            | Слобода Тузла         |
| 7.    | Вардар Скопље      | 2:7                 | Сарајево              |
| 8.    | Војводина Нови Сад | 0:0 п.п. (2:3) пен. | Црвена звезда Београд |

## Четрвртфинале
| Утак. | Клуб, Место           | Резултат | Клуб, Место      |
| ----- | --------------------- | -------- | ---------------- |
| 1.    | Будућност Титоград    | 3:2      | ОФК Београд      |
| 2.    | Црвена звезда Београд | 7:1      | Нови Сад         |
| 3.    | Динамо Загреб         | 6:0      | Трешњевка Загреб |
| 4.    | Вардар Скопље         | 2:0      | Раднички Ниш     |

## Полуфинале
| Утак. | Клуб, Место           | Резултат | Клуб, Место        |
| ----- | --------------------- | -------- | ------------------ |
| 1.    | Црвена звезда Београд | 0:2      | Динамо Загреб      |
| 2.    | Вардар Скопље         | 0:2      | Будућност Титоград |

## Финале
| Утак. | Клуб, Место   | Резултат | Клуб, Место        |
| ----- | ------------- | -------- | ------------------ |
| 1.    | Динамо Загреб | 2:1      | Будућност Титоград |

| Победник Купа Југославије у фудбалу 1964/65. |
| -------------------------------------------- |
| НК Динамо Загреб 4. титула.                  |

| Домаћи клуб                            | Резултат | Гостујући клуб |
| -------------------------------------- | --- | --- |
| Динамо Загреб                          | 2 : 1 (2 : 1) | Будућност Титоград |
| Датум                                  | 26. мај, 1965. | 26. мај, 1965. |
| Стадион                                | Стадион Црвена звезда, Београд | Стадион Црвена звезда, Београд |
| Гледалаца                              | 13.000 | 13.000 |
| Судија                                 | В. Станковић (Београд) | В. Станковић (Београд) |
| НК Динамо (тренер: Влатко Коњевод)     | Златко Шкорић, Младен Рамљак, Златко Месић, Миљенко Пуљчан, Адем Касумовић, Рудолф Белин, Денијал Пирић, Стјепан Ламза, Жељко Матуш, Дражан Јерковић, Славен Замбата | Златко Шкорић, Младен Рамљак, Златко Месић, Миљенко Пуљчан, Адем Касумовић, Рудолф Белин, Денијал Пирић, Стјепан Ламза, Жељко Матуш, Дражан Јерковић, Славен Замбата |
| ФК Будућност (тренер: Божидар Дедовић) | Јован Хајдуковић, Мишо Фолић, Војо Гардашевић, Павловић, Цветко Савковић, С. Ковачевић (Ивановић), Д. Шаковић, Тодоровић, Иштван Шорбан, Г. Ћерић, Франовић          | Јован Хајдуковић, Мишо Фолић, Војо Гардашевић, Павловић, Цветко Савковић, С. Ковачевић (Ивановић), Д. Шаковић, Тодоровић, Иштван Шорбан, Г. Ћерић, Франовић          |
| Стрелци                                | 1-0 Замбата, 19', 2:0 Замбата 29', 2:1 Франовић 35' | 1-0 Замбата, 19', 2:0 Замбата 29', 2:1 Франовић 35' |

## Резултати победника Купа Југославије 1964/65. уКупу победника купова 1965/66
| Ранг      | Клуб            | Држава  | укупан рез. | Држава | Клуб          | 1. утак. | 2. утак. |
| --------- | --------------- | ------- | ----------- | ------ | ------------- | -------- | -------- |
| Прво коло | Атлетико Мадрид | Шпанија | 5:0         | СФРЈ   | Динамо Загреб | 4:0      | 1:0      |